# Чемпіонат Волинської області з футболу 2008
Чемпіонат Волинської області з футболу 2008 проводився з 20 квітня по 19 жовтня 2008 року. Чемпіоном області став МФК «Ковель» (Ковель).

## Особливості чемпіонату
Перед стартом турніру від участі в змаганнях відмовився ФК «Горохів» (Горохів).
Після третього туру із змагань знявся «Стир» (Берестечко). Однак, після старту другого кола, починаючи з 13-го туру до складу учасників був включений «BRW-ВІК» (Володимир-Волинський) з правонаступністю результатів «Стиря». Таким чином, до результатів ФК «BRW-ВІК» включено матчі «Стир» — ФК «Мар'янівка» 2:3, ДЮФШ «Волинь» — «Стир» 8:1, «Роси» — «Стир» 4:1 та технічні поразки у матчах першого кола і стартовому другого, що не відбулися.
«Західний Буг» (Іваничі) знявся з чемпіонату після першого кола, зігравши менше половини календарних матчів.
ДЮФШ «Волинь» (Луцьк) знялася з турніру після 15-го туру, зігравши менше половини календарних матчів.
Рішенням Федерації футболу Волині до Регламенту чемпіонату було внесено зміни, які дозволили враховувати результати «Західного Бугу» та ДЮФШ «Волинь» до підсумкових результатів чемпіонату, зарахувавши їм у незіграних поєдинках технічні поразки -:+ (а в матчі між цими командами у другому колі обопільну поразку -:-).
В кінці чемпіонату розгорівся скандал між клубами та Федерацією футболу Волині, керівництво якої звинувачували у лобіюванні інтересів окремих клубів, що проявлялося у безпідставних анулюваннях результатів матчів, порушенні спортивних принципів турніру та внесенні змін до Регламенту без згоди і попередження учасників в ході чемпіонату. Це, зрештою, призвело до відмови окремих команд стартувати у наступному сезоні та поданні скарги на дії Федерації футболу Волині до Федерації футболу України.
В процесі протистояння Федерації та клубів, у звітних матеріалах про перебіг обласних змагань 2008 р. до ФФУ не було подано інформацію про Чемпіонат Волинської області 2008 р., а лише звіт про змагання ФСТ «Колос». Це призвело до помилкового тлумачення особами, котрі недостатньо добре ознайомлені з ситуацією, що Чемпіонат Волинської області у 2008 році проводився в рамках змагань ФСТ «Колос», хоча насправді це не так.

## Підсумкова таблиця чемпіонату
| М  | Команда                                          | І  | В  | Н | П  | РМ     | О  |
| -- | ------------------------------------------------ | -- | -- | - | -- | ------ | -- |
| 1  | МФК «Ковель» (Ковель)                            | 20 | 16 | 2 | 2  | 76−13  | 50 |
| 2  | ФК «Володимир-Волинський» (Володимир-Волинський) | 20 | 15 | 2 | 3  | 44−16  | 47 |
| 3  | «Вотранс-ЛСТМ» (Луцьк)                           | 20 | 13 | 4 | 3  | 59−19  | 43 |
| 4  | «Роси» (Рожище)                                  | 20 | 14 | 1 | 5  | 37−14  | 43 |
| 5  | «Шахтар» (Нововолинськ)                          | 20 | 11 | 4 | 5  | 32−20  | 37 |
| 6  | ФК «Мар'янівка» (Мар'янівка)                     | 20 | 9  | 0 | 11 | 36−77  | 27 |
| 7  | ДЮФШ «Волинь» (Луцьк)                            | 20 | 6  | 0 | 14 | 27−18  | 18 |
| 8  | «Будівельник» (Маневичі)                         | 20 | 6  | 0 | 14 | 20−46  | 18 |
| 9  | «Західний Буг» (Іваничі)                         | 20 | 5  | 0 | 15 | 16−12  | 15 |
| 10 | «BRW-ВІК» (Володимир-Волинський)                 | 20 | 3  | 3 | 14 | 14−26  | 12 |
| 11 | ФК «Цумань» (Цумань)                             | 20 | 3  | 0 | 17 | 13−113 | 9  |

## Результати матчів
| М  | Команда                                          | 1   | 2   | 3   | 4   | 5   | 6    | 7    | 8   | 9   | 10  | 11   |
| -- | ------------------------------------------------ | --- | --- | --- | --- | --- | ---- | ---- | --- | --- | --- | ---- |
| 1  | МФК «Ковель-Волинь» (Ковель)                     |     | 2:1 | 4:1 | 2:0 | 1:2 | 12:1 | 12:1 | +:- | +:- | +:- | 13:0 |
| 2  | ФК «Володимир-Волинський» (Володимир-Волинський) | 0:6 |     | 1:2 | 2:0 | 2:0 | 12:1 | +:-  | 3:1 | 3:0 | +:- | 8:1  |
| 3  | «Вотранс-ЛСТМ» (Луцьк)                           | 1:1 | 2:2 |     | 3:0 | 3:1 | 9:0  | +:-  | 2:0 | +:- | +:- | 14:0 |
| 4  | «Роси» (Рожище)                                  | 3:1 | -:+ | 0:1 |     | 3:1 | 3:0  | +:-  | 4:1 | +:- | 4:1 | 12:1 |
| 5  | «Шахтар» (Нововолинськ)                          | 1:2 | 1:1 | 0:0 | 0:0 |     | 1:2  | +:-  | +:- | +:- | 1:1 | 10:2 |
| 6  | ФК «Мар'янівка» (Мар'янівка)                     | 0:7 | 0:2 | 2:5 | 1:3 | 2:5 |      | 2:7  | 4:1 | 1:2 | 2:0 | 9:2  |
| 7  | ДЮФШ «Волинь» (Луцьк)                            | 0:1 | -:+ | 1:0 | -:+ | -:+ | -:+  |      | 7:1 | -:- | 8:1 | -:+  |
| 8  | «Будівельник» (Маневичі)                         | 1:3 | 0:5 | 2:3 | 0:1 | 0:3 | 2:3  | +:-  |     | +:- | 3:1 | 2:0  |
| 9  | «Західний Буг» (Іваничі)                         | 0:2 | -:+ | 3:2 | -:+ | 1:2 | -:+  | -:+  | 5:1 |     | +:- | -:+  |
| 10 | «BRW-ВІК» (Володимир-Волинський)                 | 1:1 | -:+ | 2:2 | 0:1 | -:+ | 2:3  | +:-  | -:+ | +:- |     | -:+  |
| 11 | ФК «Цумань» (Цумань)                             | 0:6 | 0:2 | 0:9 | 0:3 | 0:4 | 2:3  | 1:3  | 2:5 | 1:5 | 1:5 |      |

## Турнір молодіжних складів (юнаки)
| М  | Команда                                          | І  | В  | Н | П  | РМ    | О  |
| -- | ------------------------------------------------ | -- | -- | - | -- | ----- | -- |
| 1  | ФК «Володимир-Волинський» (Володимир-Волинський) | 20 | 17 | 2 | 1  | 41−8  | 53 |
| 2  | «Роси» (Рожище)                                  | 20 | 15 | 2 | 3  | 37−9  | 47 |
| 3  | ФК «Цумань» (Цумань)                             | 20 | 11 | 4 | 5  | 30−20 | 37 |
| 4  | «Вотранс-ЛСТМ» (Луцьк)                           | 20 | 12 | 0 | 8  | 50−37 | 36 |
| 5  | «Шахтар» (Нововолинськ)                          | 20 | 9  | 3 | 8  | 31−20 | 30 |
| 6  | МФК «Ковель» (Ковель)                            | 20 | 8  | 4 | 8  | 37−27 | 28 |
| 7  | ДЮФШ «Волинь» (Луцьк)                            | 20 | 8  | 1 | 11 | 15−7  | 25 |
| 8  | «Будівельник» (Маневичі)                         | 20 | 8  | 0 | 12 | 28−42 | 24 |
| 9  | «BRW-ВІК» (Володимир-Волинський)                 | 20 | 5  | 2 | 13 | 25−16 | 17 |
| 10 | ФК «Мар'янівка» (Мар'янівка)                     | 20 | 3  | 0 | 17 | 10−96 | 9  |
| 11 | «Західний Буг» (Іваничі)                         | 20 | 2  | 2 | 16 | 7−19  | 8  |